# Kvikne
Kvikne is een plaats in de Noorse gemeente Tynset, provincie Innlandet. Tot 1966 was het een zelfstandige gemeente. Een klein deel van de oude gemeente werd gevoegd bij Rennebu in Trøndelag.

## Geboren in Kvikne
- Bjørnstjerne Bjørnson (1832-1910), schrijver en Nobelprijswinnaar (1903)